# Dolina Czarnego Dunajca
Dolina Czarnego Dunajce ( slovensky Dolina Čierneho Dunajca je široká a dlouhá dolina v Spišsko - gubalowskom podhorí a v Tatrách. Orograficky je pravým oddělením Doliny Dunajce.

## Poloha
Většina doliny se nachází v západní části Spišsko - gubalowského podhorí. Na západě ji uzavírá hlavní hřeben Oravicko - Vítovských vrchů, od východu hlavní hřeben Spišsko - gubalowského podhorí a Nędzowski Dział. Na jihu, přes dvě dlouhé odnože, se táhne pod Hlavní hřeben Západních Tater na úseku od Volovce ( polsky Wołowca po Malolučňiak ( polsky Małołączniak
Dolina má několik částí. V dolní části se z ní odpojuje Dolina Lepietnicy, Dolina Rogoźnika. Dolina Czarnego Potoku a Dolina Magurská jsou menší dolinky, které vytvořily potoky. Za Bramou Witowskou se Dolina Czarnego Dunajce rozvětvuje na: Dolinu Chochołowsku, Dolinu Lejowu, Dolinu Kościelisko a Staników Žleb. Dolinou protéká Černý Dunajec.
Nejvyšším bodem pravé části doliny je Palenica Kościeliska (1183 m n. m.) a v jejích tatranských odděleních Klin vypínající se nad Dolinou Starorobociańskou.